# 松本剛史
松本 剛史（まつもと つよし、1959年 - ）は、日本の翻訳家。
和歌山市生まれ。東京大学文学部社会学科卒。英米の小説、評論を翻訳する。

## 翻訳
- 『ステルス陽動作戦』（ガイ・ダーハム、文春文庫）1990
- 『ダンス・ウィズ・ウルヴズ』（マイケル・ブレイク、文春文庫）1991
- 『砂塵の舞う土地』（ダンカン・カイル、東京創元社、創元ノヴェルズ） 1992
- 『大地の贈りもの 地球の神秘と驚異』（National Geographic Society 編、岩波書店、地球発見ブックス） 1992
- 『ウォッチャーズ』（ディーン・R・クーンツ、文春文庫） 1993
- 『ぼくはいつも隠れていた フィリピン人学生不法就労記』（レイ・ベントゥーラ、草思社） 1993
- 『ハイダウェイ』（ディーン・R・クーンツ、文春文庫） 1994
- 『グッバイ、モーテンセン』（マイケル・ブレイク、文春文庫） 1995
- 『M・D.』（トマス・M・ディッシュ、文春文庫）1996
- 『埋もれた真実』（ジェイムズ・ガブリエル・バーマン、扶桑社ミステリー） 1996
- 『ビート・オブ・ハート』（ビリー・レッツ、文春文庫） 1997
- 『ミスター・マーダー』（ディーン・クーンツ、文春文庫） 1998
- 『アイルランド、自転車とブリキ笛』（デイヴィッド・A・ウィルソン、朝日新聞社） 1999
- 『言いにくいことをうまく伝える会話術』（ダグラス・ストーン, ブルース・パットン, シーラ・ヒーン、草思社） 1999
- 『脳外科医になって見えてきたこと』（フランク・ヴァートシック・ジュニア、草思社） 1999
- 『生者たちのゲーム』（パトリシア・ハイスミス、扶桑社ミステリー） 2000
- 『ハートブレイク・カフェ』（ビリー・レッツ、文春文庫） 2000
- 『40歳から気になる病気、危ない兆候』（イザドア・ローゼンフェルド、吉岡晶子共訳、草思社） 2001
- 『オールド・ルーキー 先生は大リーガーになった』（ジム・モリス, ジョエル・エンゲル、文藝春秋） 2001、のち文庫
- 『ヴェトナム戦場の殺人』（デイヴィッド・K・ハーフォード、扶桑社ミステリー） 2002
- 『ロード・トゥ・パーディション』（マックス・A・コリンズ、新潮文庫） 2002
- 『1421 中国が新大陸を発見した年』（ギャヴィン・メンジーズ、ソニー・マガジンズ） 2003、のちヴィレッジブックス
- 『あなたを危機から救う一分間謝罪法』（ケン・ブランチャード, マーグレット・マクブライド、扶桑社） 2003
- 『消えゆく自由 テロ防止に名をかりた合衆国憲法への無制限な攻撃』（ナット・ヘントフ、集英社） 2004
- 『この痛みから解放されたい ペインクリニックの現場から』（フランク・ヴァートシック・ジュニア、草思社） 2004
- 『その「リーダーシップ」が組織を壊す』（ケン・ブランチャード, マーク・マッチニック、扶桑社） 2004
- 『パーフェクトマイル 1マイル4分の壁に挑んだアスリート』（ニール・バスコム、ソニー・マガジンズ） 2004、のちヴィレッジブックス
- 『親と教師にとって、すごく大切なこと』（ロン・クラーク、草思社） 2005
- 『黒い地図』（ピーター・スピーゲルマン、ソニー・マガジンズ、ヴィレッジブックス） 2005
- 『奪還』（マイケル・デイ、ソニー・マガジンズ、ヴィレッジブックス） 2005
- 『トラヴェラー』（ジョン・トウェルヴ・ホークス、ソニー・マガジンズ） 2006
- 『オバマの孤独』（シェルビー・スティール、青志社） 2008
- 『ジャッキー・ケネディ大統領夫人、最後の一日』（アダム・ブレイヴァー、ヴィレッジブックス） 2008
- 『対テロ戦争株式会社 「不安の政治」から営利をむさぼる企業』（ソロモン・ヒューズ、河出書房新社） 2008
- 『野良犬の運河』（スタヴ・シェレズ、ヴィレッジブックス） 2008
- 『一分間マネジャーが教える危機を突破する謝罪術』（ケン・ブランチャード, マーグレット・マクブライド、扶桑社） 2009
- 『コンラッド・ハーストの正体』（ケヴィン・ウィグノール、新潮文庫） 2009
- 『ダブリンで死んだ娘』（ベンジャミン・ブラック、ランダムハウス講談社） 2009
- 『サバイバーズ・クラブ』（ベン・シャーウッド、講談社インターナショナル） 2010
- 『人生に必要な心理50』（エイドリアン・ファーナム、近代科学社、知ってる?シリーズ） 2010
- 『溺れる白鳥』（ベンジャミン・ブラック、武田ランダムハウスジャパン、RHブックス+プラス） 2011
- 『暗闇の蝶』（マーティン・ブース、新潮文庫）2011
- 『薬を飲ませる前にできるADHDの子どもを救う50の方法』（トーマス・アームストロング、柏書房） 2012
- 『アメリカを占拠せよ!』（ノーム・チョムスキー、ちくま新書） 2012

### ブライアン・フリーマントル
- 『猟鬼』（フリーマントル、新潮文庫） 1998
- 『英雄』（フリーマントル、新潮文庫） 2001
- 『シャングリラ病原体』（フリーマントル、新潮文庫） 2003
- 『爆魔』（フリーマントル、新潮文庫） 2004
- 『知りすぎた女』（フリーマントル、新潮文庫） 2006
- 『トリプル・クロス』（フリーマントル、新潮文庫） 2007

## 参考
- 暗闇の蝶 - 紀伊国屋書店BookWeb